# Brovès

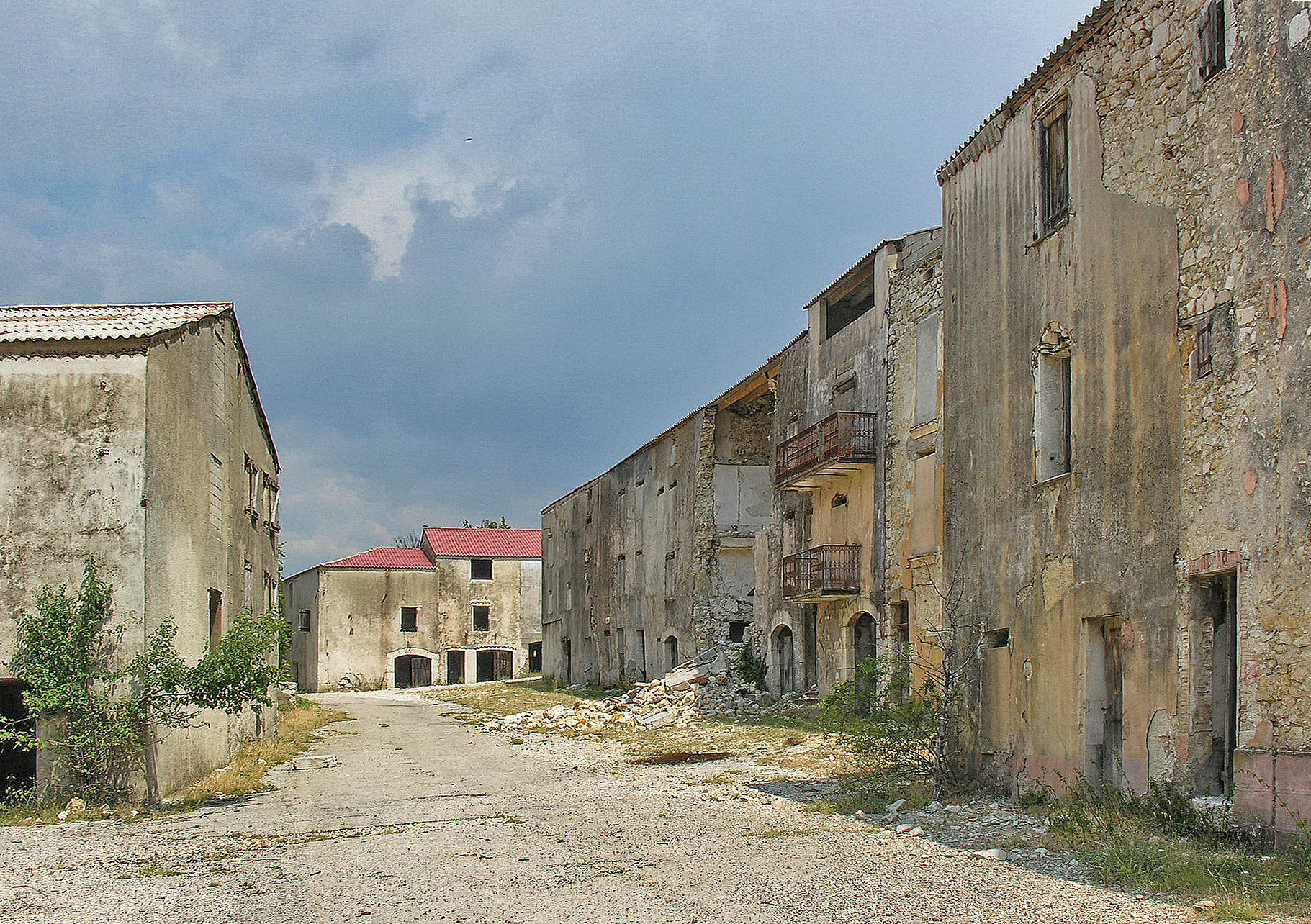
Een straat van het verlaten dorp

Brovès is een vroegere Franse gemeente in het departement Var.  In 1972 werd de gemeente opgeheven voor de uitbouw van het  militaire kamp van Canjuers.   Het grondgebied van Brovès werd bij de buurgemeente Seillans gevoegd.  De ruim 80 bewoners kregen een stuk grond toegewezen in een nieuw gehucht in Seillans met de naam Brovès-en-Seillans, toch 35 km van het echte Brovès vandaan.  Uiteindelijk zijn maar enkele Brovésiens daar gaan wonen. 
Op 7 juni 1974 werden de 59 overgebleven bewoners door militairen uit hun huis gezet. De elektriciteit werd afgesloten. 
Het leegstaande dorp maakt geen deel uit van het 35.000 ha grote militaire domein.  Het moest alleen maar verdwijnen omdat het zich binnen de veiligheidsperimeter van schietoefeningen bevond. Nooit werd er een oefening gehouden.  Het dorp is niettemin verboden terrein voor het publiek, net als het hele militaire domein. 